# لوکووو (سورییگ)
لوکووو (به صربی: Lukovo) یک منطقهٔ مسکونی در صربستان است که در سورییگ واقع شده‌است. لوکووو ۲۷۷ نفر جمعیت دارد.